# Balacra magna
Balacra magna är en fjärilsart som beskrevs av Gustaaf Hulstaert 1923. Balacra magna ingår i släktet Balacra och familjen björnspinnare. Inga underarter finns listade i Catalogue of Life.